# USS Gallup (PGM-85)
USS Gallup (PGM-85/PG-85) − amerykańska kanonierka typu Asheville. Służyła w US Navy pełniąc służbę patrolową na wodach przybrzeżnych.
Stępkę drugiej jednostki nosząca tę nazwę została położona 27 kwietnia 1964 w Tacoma Boatbuilding Co. Inc. w Tacoma. Została zwodowana 15 czerwca 1965, matką chrzestną była pani Chase. Weszła do służby 22 października 1966, pierwszym dowódcą został Lt. William T. Spane, Jr.

## Operacje na Pacyfiku
Od października 1966 do lutego 1967 kanonierka prowadziła operacje w ramach odbioru przez użytkownika. Podlegała dowódcy 3 Grupy Amfibijnej (ang. Commander Amphibious Group 3) na zachodnim wybrzeżu USA, także w pobliżu cieśniny Juan de Fuca. 28 marca 1967 “Gallup” został przeklasyfikowany na PG-85. Służył jako okręt patrolowy i szpiegowski w ramach Floty Pacyfiku.

## Operacje w wojnie wietnamskiej
“Gallup” służył w Wietnamie podczas wojny wietnamskiej. Patrolował także Powiernicze Wyspy Pacyfiku.

## Wycofanie ze służby
Kanonierka została wycofana ze służby 31 stycznia 1977 i skreślona z listy okrętów floty 9 października 1984. Ostatecznie został zezłomowany w 2007.